# Kobryń
Kobryń (biał. Ко́брын, Kobryn, ros. Кобрин, jid. ‏קאברין‎, Kobrin) – miasto w zachodniej części Białorusi, położone na Polesiu, przy połączeniu Kanału Dniepr-Bug z rzeką Muchawiec. Do 1939 roku w Polsce. Leży obok głównej drogi Warszawa – Mińsk – Moskwa (M1 E30), około 50 km od granicy z Polską. Liczy 51,2 tys. mieszkańców (2010); Przemysł precyzyjny, metalowy, materiałów budowlanych, spożywczy oraz lekki; węzeł drogowy, muzeum.

## Historia

### Średniowiecze, I Rzeczpospolita i okres zaborów

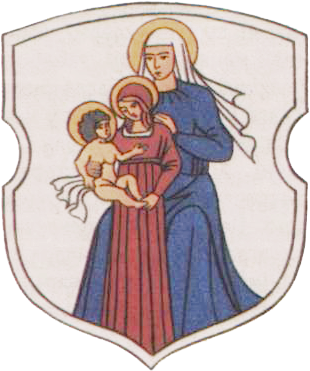
Historyczny herb Kobrynia

Pierwsza wzmianka historyczna pochodzi z 1287. Wyniki badań archeologicznych przeprowadzonych w 1999 w Kobryniu pokazały, że osada została założona o kilkaset lat wcześniej. Do końca XIII wieku własność książąt włodzimiersko-wołyńskich. Od 1312 w Wielkim Księstwie Litewskim. Od końca XIV wieku do 1490 stolica księstwa Kobryńskiego należącego do potomków Olgierda. Książę Roman Kobryński wraz ze swoim oddziałem uczestniczył w bitwie pod Grunwaldem. Od XVI wieku siedziba powiatu, w latach 1589–1766 na prawie magdeburskim. Od XVI wieku miasto było dużym skupiskiem ludności żydowskiej. Miasto ekonomii kobryńskiej w drugiej połowie XVII wieku.
Miasto królewskie położone było w końcu XVIII wieku w powiecie brzeskolitewskim województwa brzeskolitewskiego. Miejsce obrad sejmików ziemskich powiatu mozyrskiego w 1659 roku.
Od 1795 w zaborze rosyjskim, jako siedziba powiatu kobryńskiego guberni grodzieńskiej. Miasto zostało mocno zniszczone w trakcie bitwy rosyjsko-saskiej podczas inwazji Napoleona na Rosję 15 (27) lipca 1812 r.

### W Polsce międzywojennej
10 lutego 1919 roku miejscowość została przejściowo zdobyta przez polską kawalerię z grupy gen. Listowskiego, a dwa dni później trwale przez oddział kawalerii pod dowództwem mjr. Władysława Dąbrowskiego. Podczas wojny polsko-bolszewickiej w okresie od 11 do 23 września 1920 w rejonie Kobrynia toczyły się walki pomiędzy 4 Armią WP a 4 Armią RFSRR.
W okresie międzywojennym należał do Polski, był stolicą powiatu w województwie poleskim oraz siedzibą wiejskiej gminy Kobryń. Stacjonował w nim sztab 30. DP i 83 pułk piechoty.
1 października 1933 obszar miasta powiększono kosztem gminy wiejskiej Kobryń, z której przyłączono części trzech majątków ziemskich.

Widoki Kobrynia w czasach II Rzeczypospolitej:
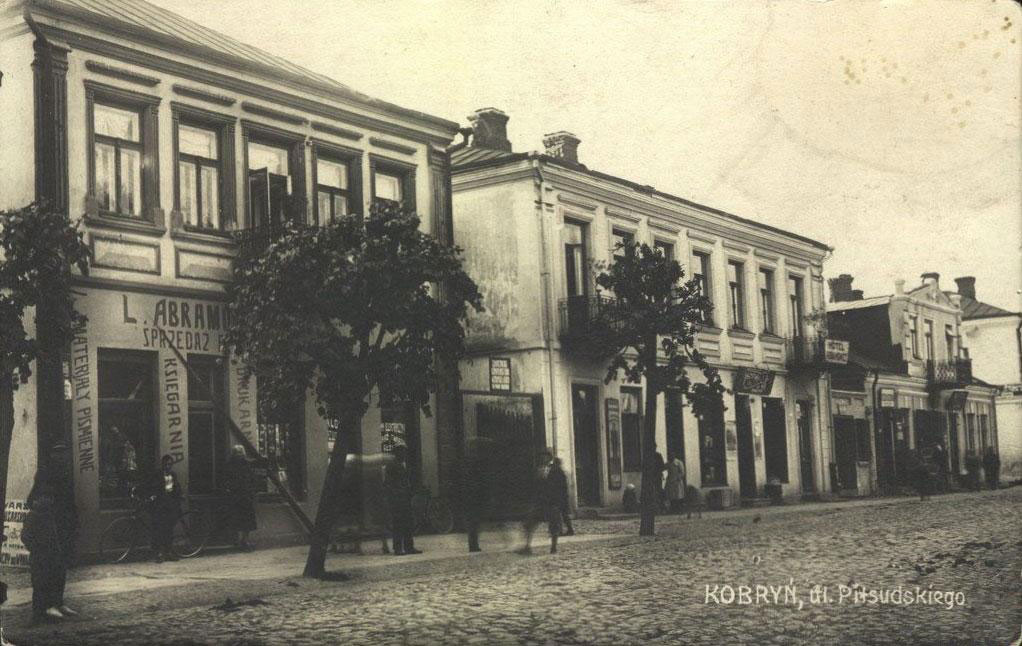
Ulica Piłsudskiego
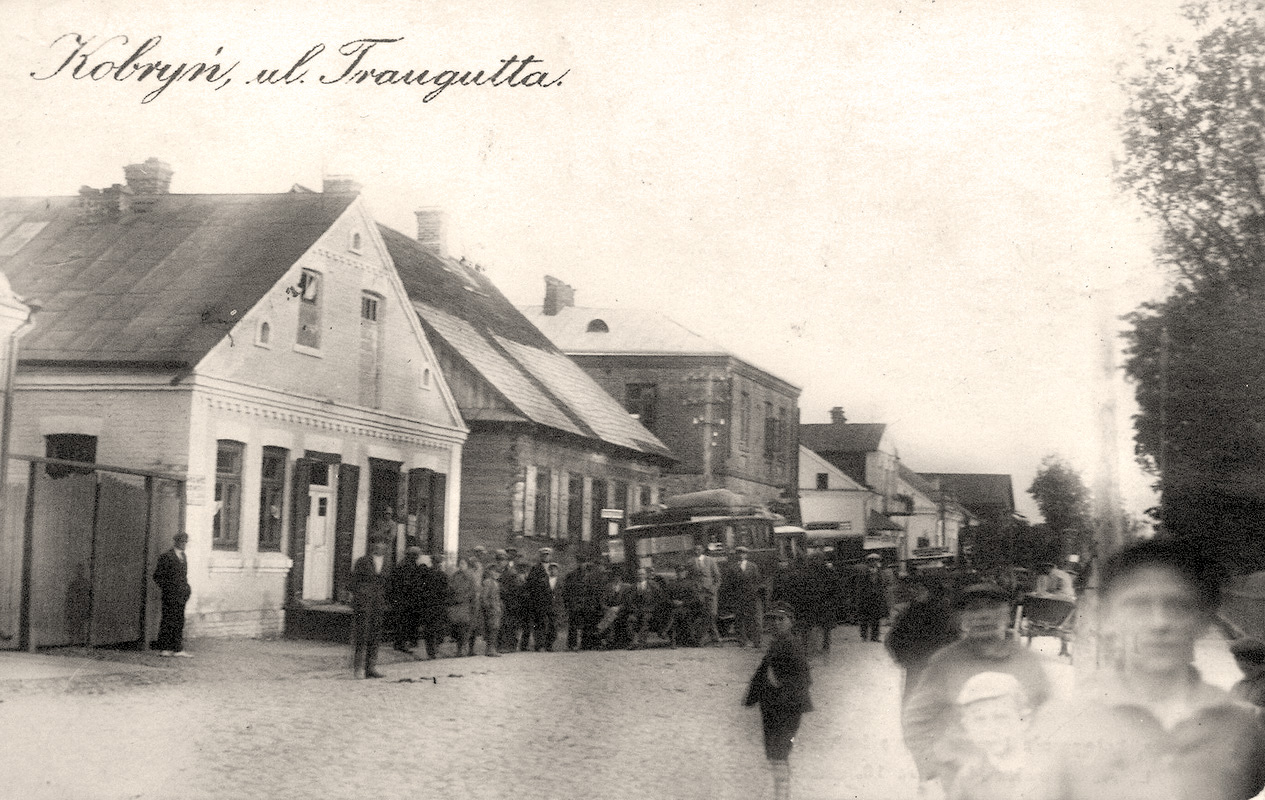
Ulica Traugutta
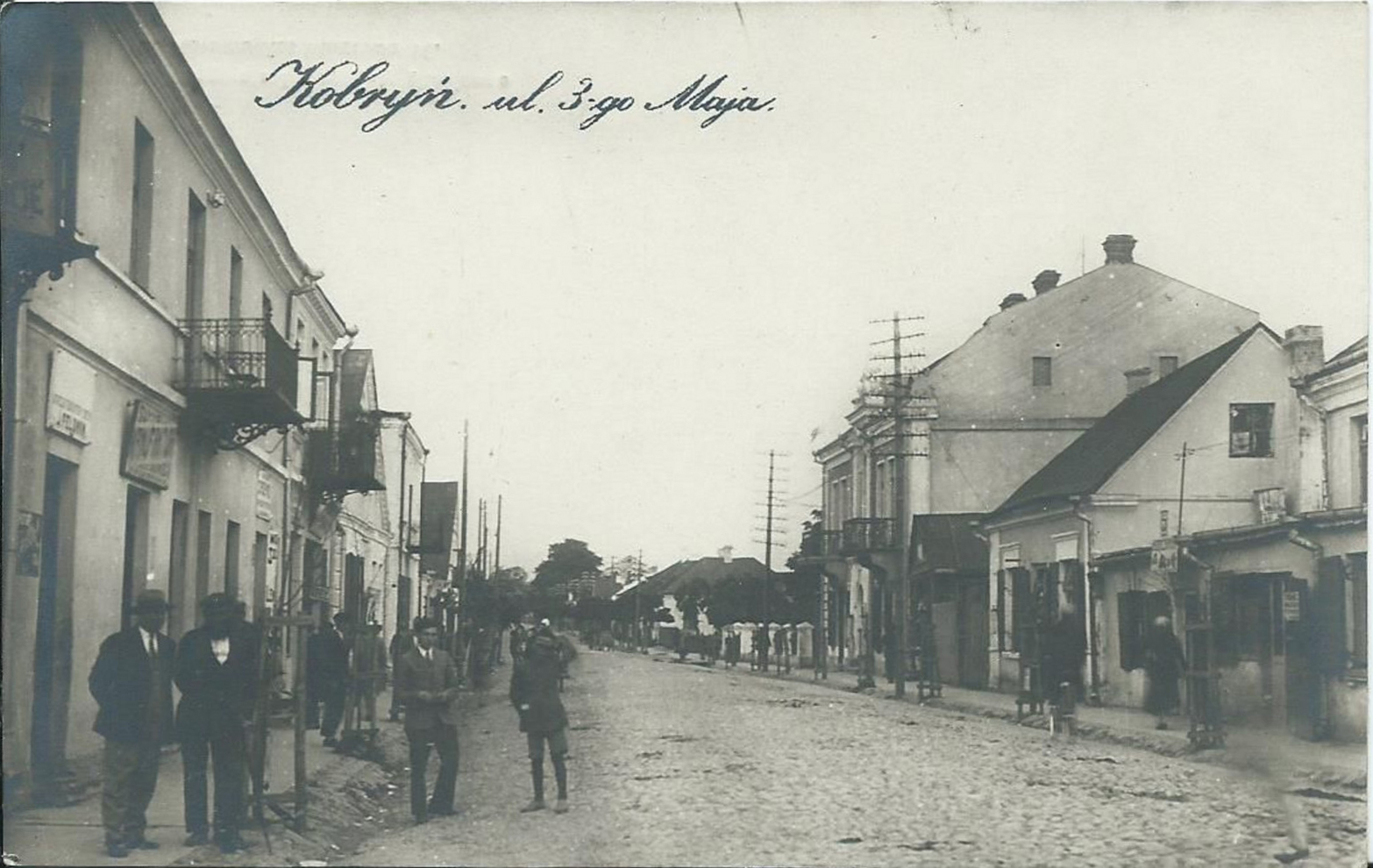
Ulica 3-go Maja
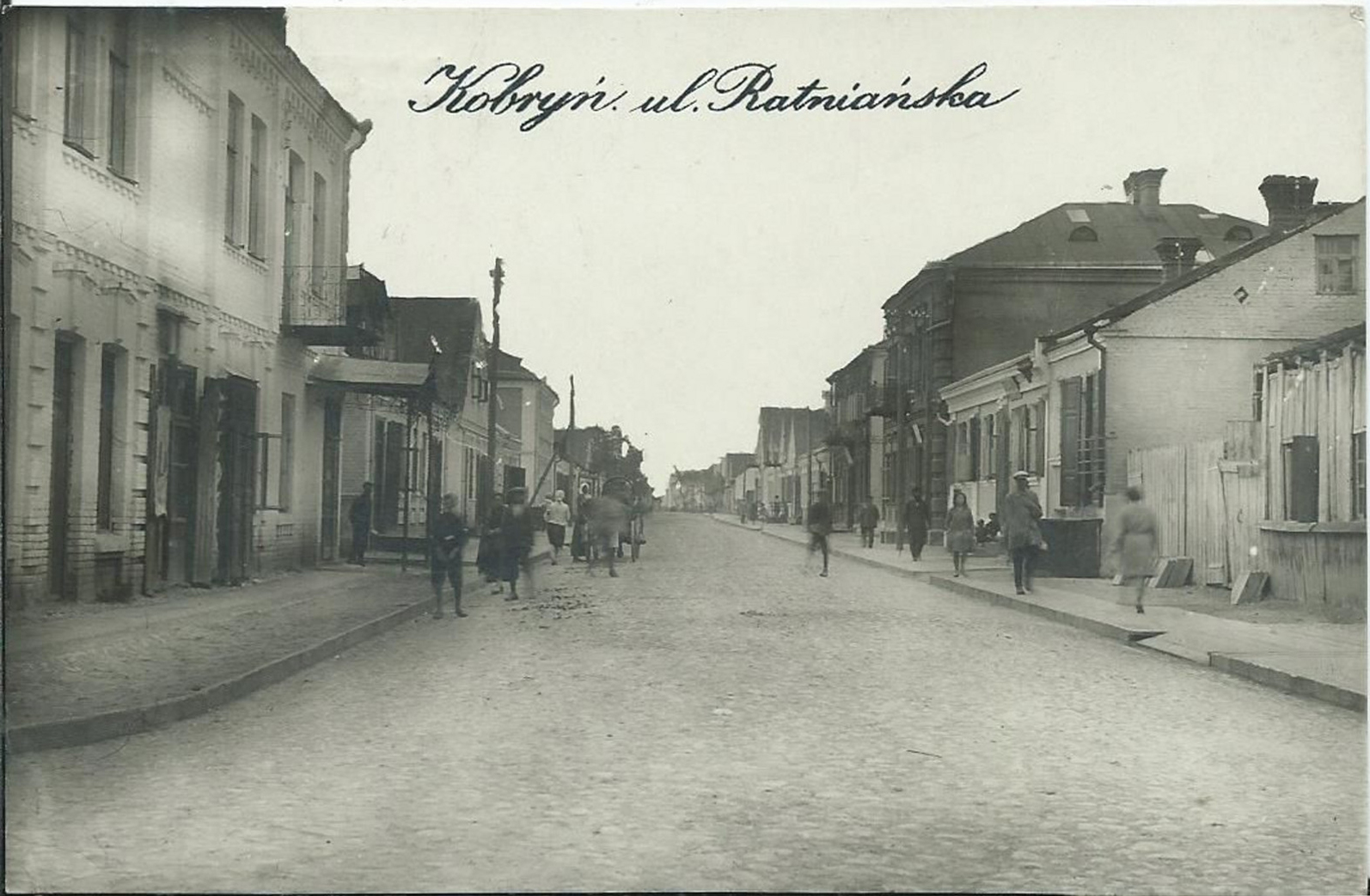
Ulica Ratniańska
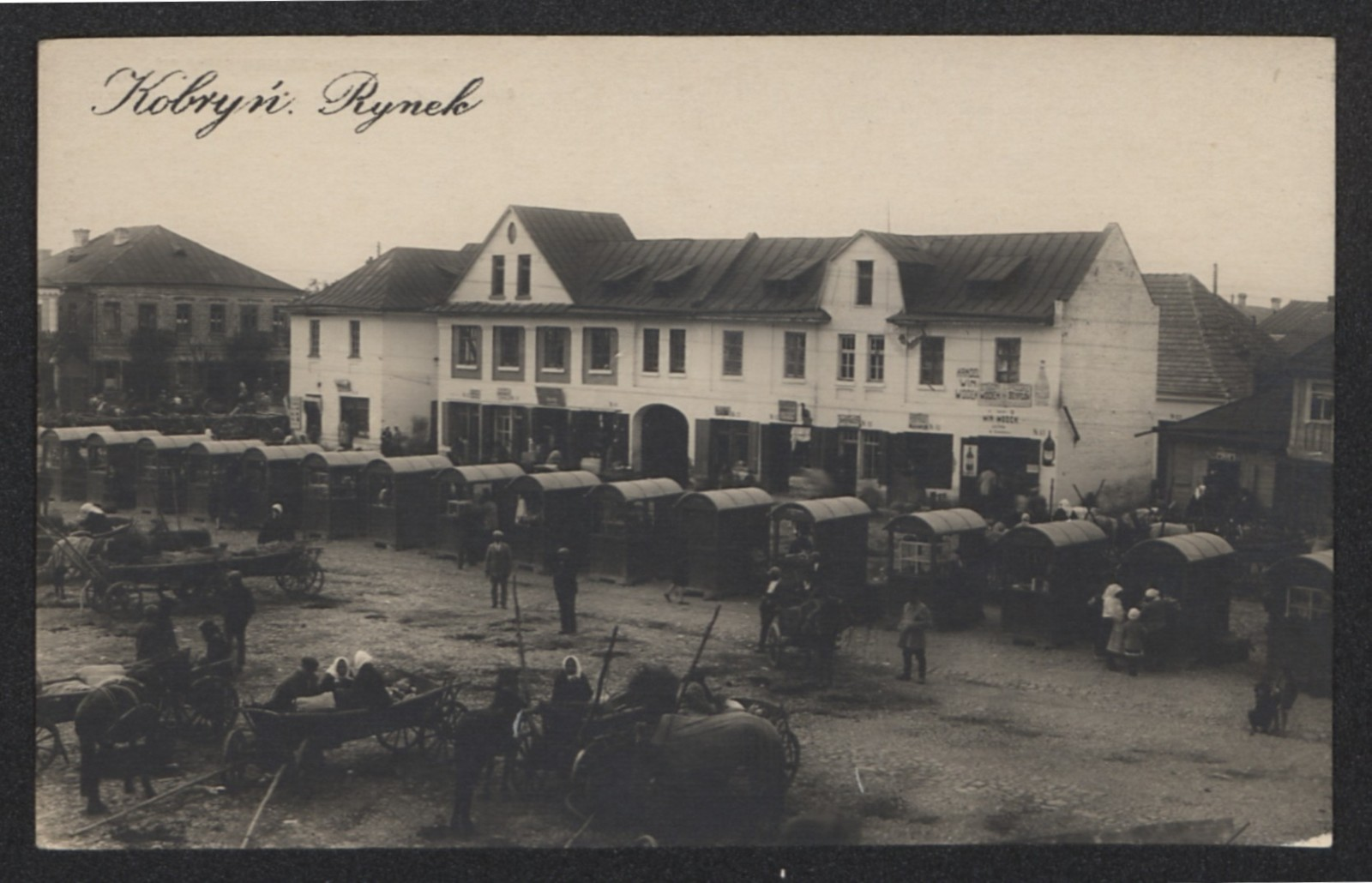
Rynek
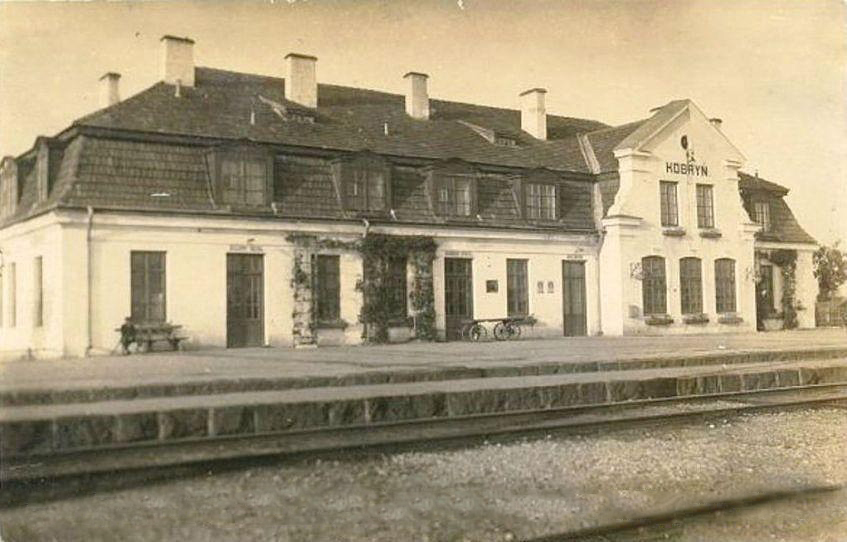
Dworzec kolejowy
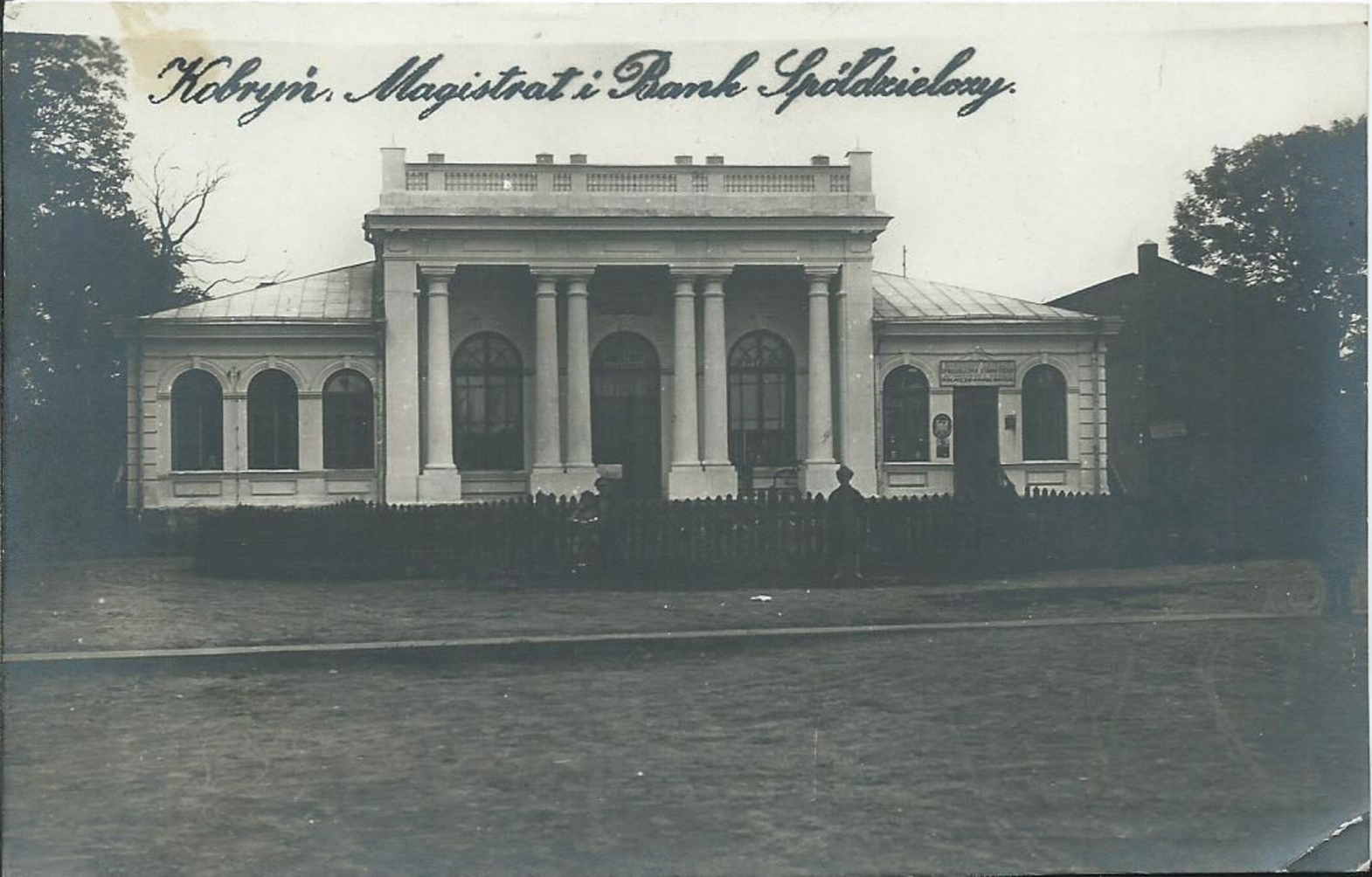
Magistrat i Bank Spółdzielczy
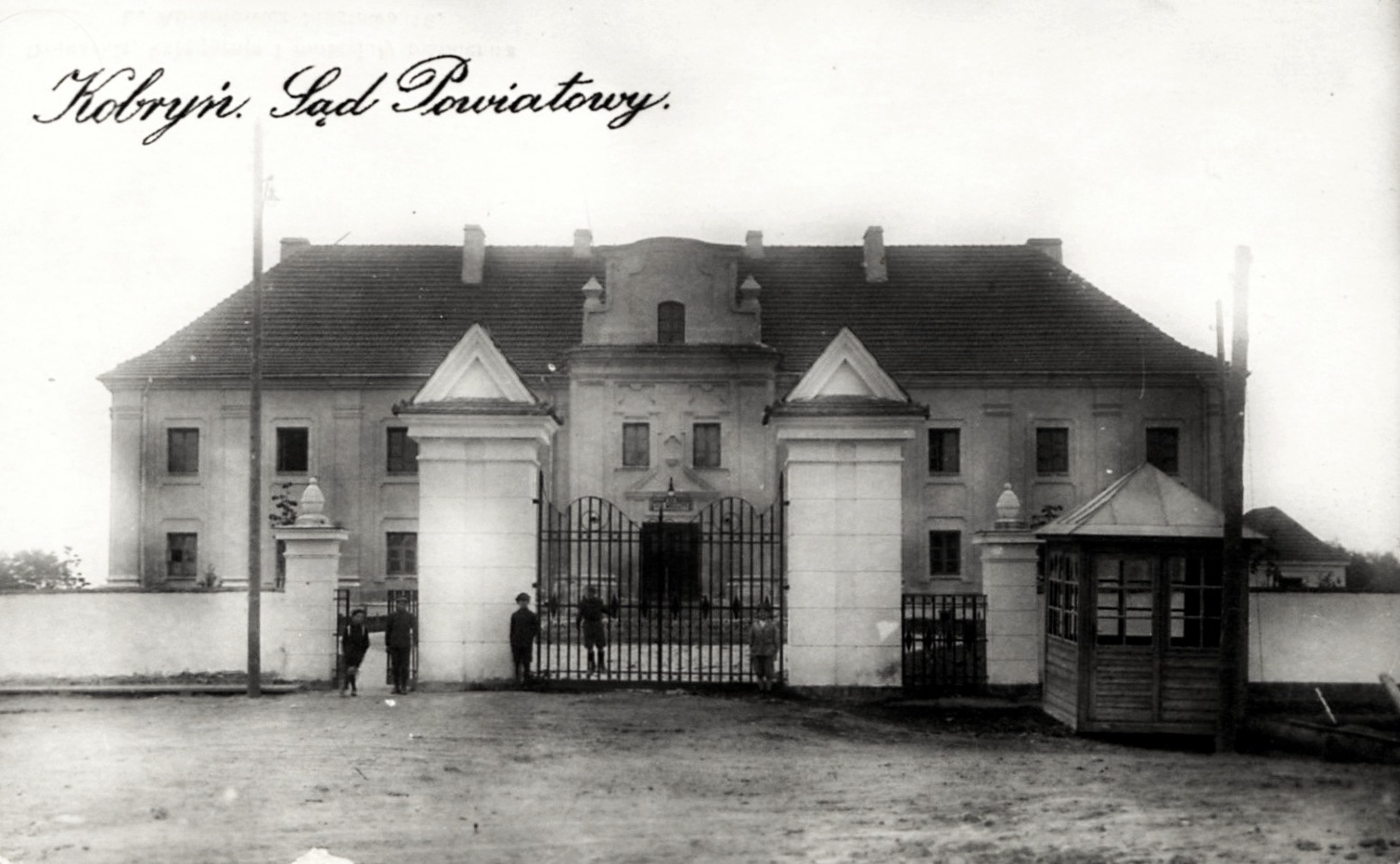
Sąd Powiatowy
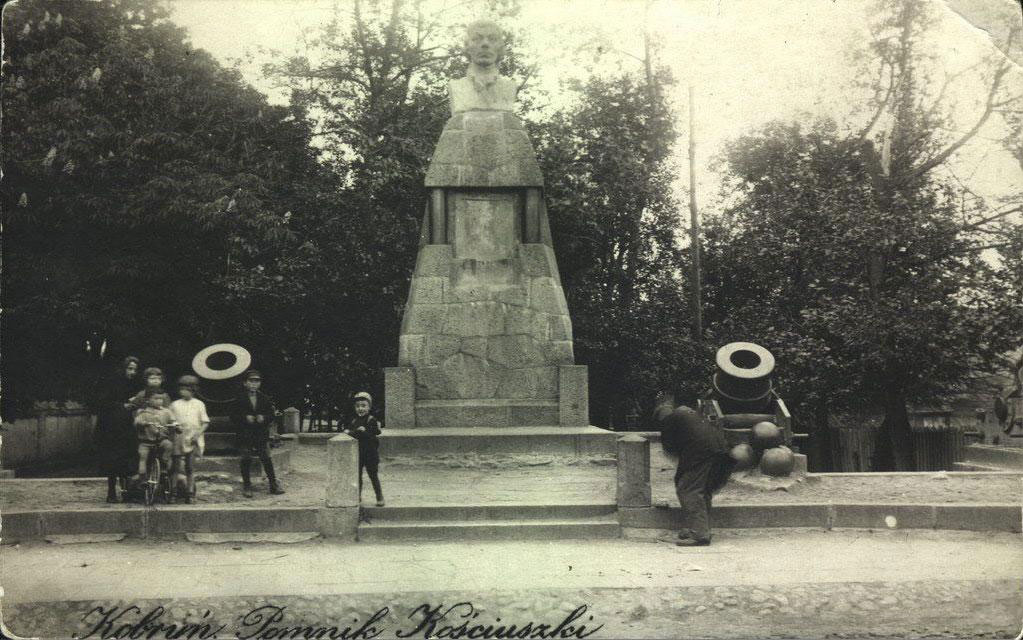
Pomnik Tadeusza Kościuszki
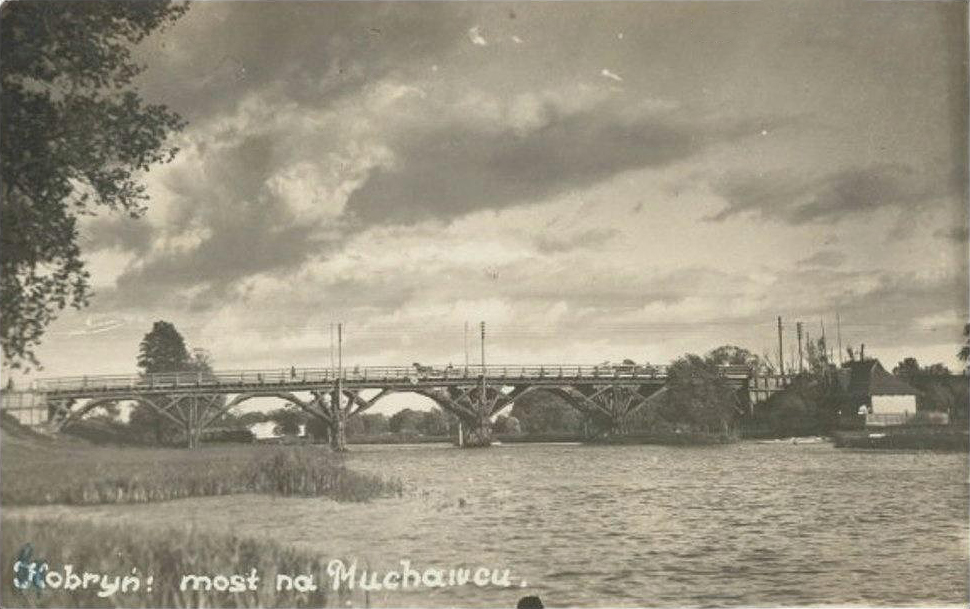
Most na Muchawcu
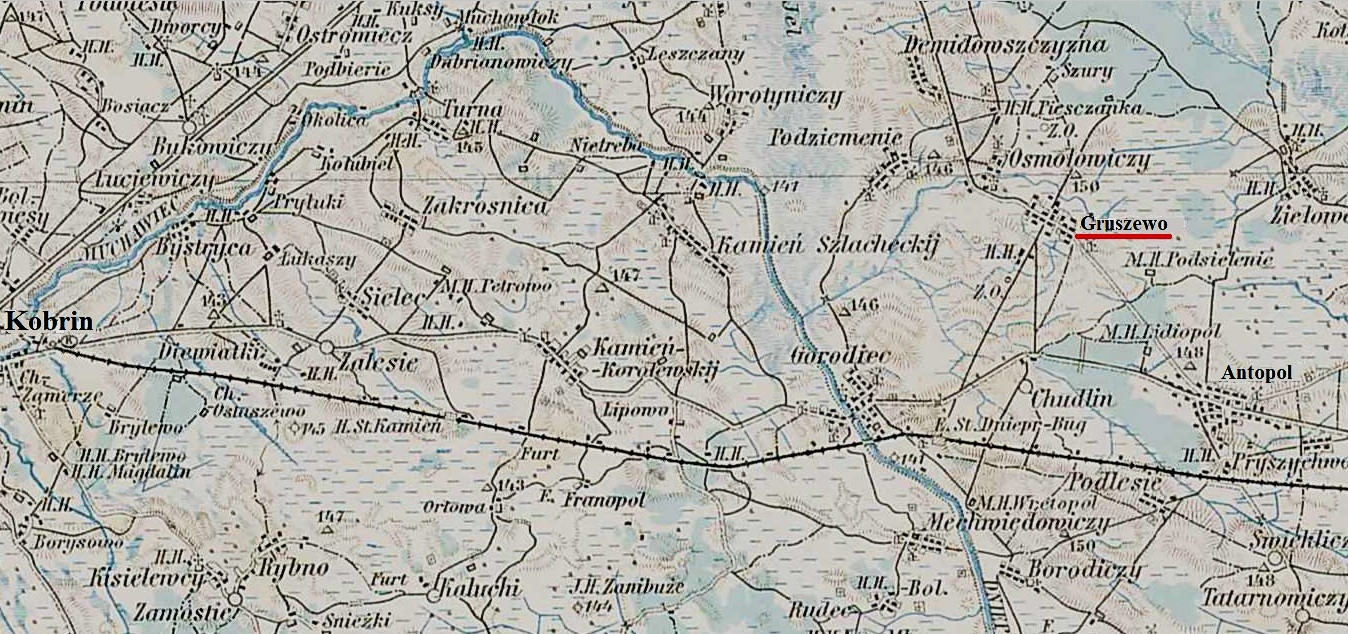
Kobryń na mapie (1910)

### Wojna obronna i okres powojenny
Kobryń i jego okolice we wrześniu 1939 były ważnym ośrodkiem obrony polskiej na Polesiu i miejscem krwawych walk. Tu w dniach 17–18 września 1939 toczyły się walki z niemieckim XIX Korpusem Pancernym gen. Heinza Guderiana. Po ustąpieniu Niemców rozgorzały walki z działającymi w rejonie Kobrynia komunistycznymi bandami zwalczającymi Polaków, które uaktywniły się na wieść o agresji sowieckiej na Polskę. Na koniec polskim obrońcom przyszło się zmierzyć z wkraczającymi od wschodu oddziałami sowieckimi.

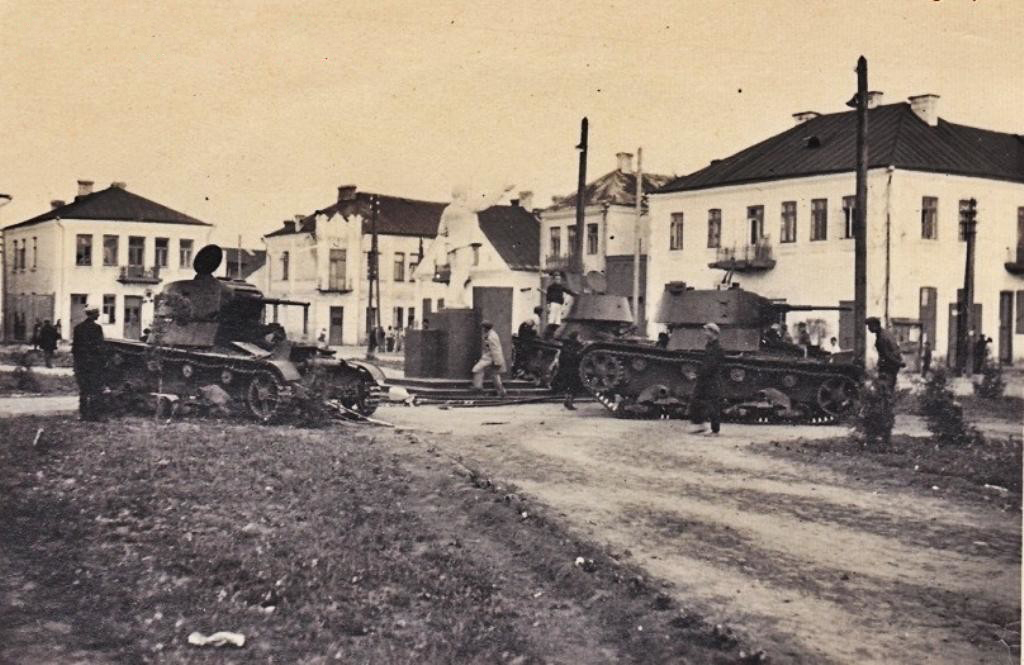
Kobryń pod okupacją w 1941

Ziemi kobryńskiej bronili żołnierze dowodzonej przez płk. Adama Eplera Dywizji „Kobryń”, zorganizowanej po 10 września 1939 r. na bazie jednostek wchodzących w skład Ośrodka Zapasowego 30 Poleskiej Dywizji Piechoty (82. Syberyjski pułk strzelców z Brześcia, 83. pułk Strzelców Poleskich z Kobrynia, 84. pułk Strzelców Polskich z Pińska oraz 5. dywizjon artylerii lekkiej). W walkach pod Kobryniem wzięła także udział kompania ochotnicza sformowana z uczniów kobryńskiego gimnazjum, którzy odbyli przedpoborowe przysposobienie wojskowe (członkowie kobryńskiego „Strzelca”), żołnierze Legii Akademickiej przybyli do Kobrynia oraz liczni funkcjonariusze Policji Państwowej z Kobrynia i Brześcia. Walki trwały do dnia 22 września 1939, kiedy do miasta opuszczanego przez Niemców weszły oddziały sowieckie.

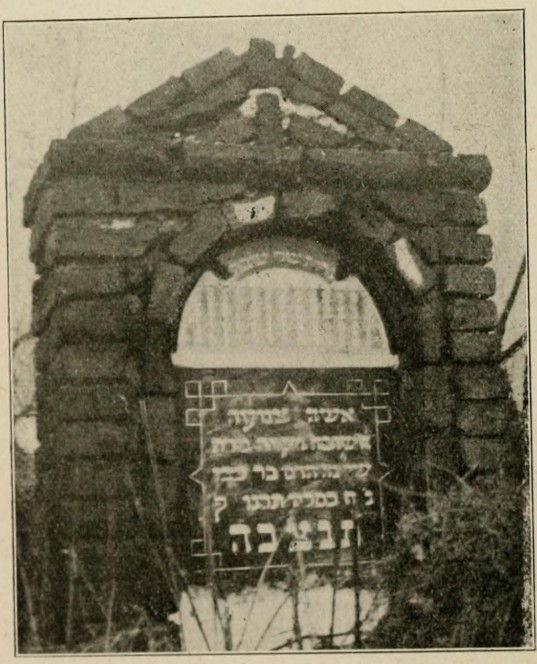
Cmentarz żydowski w Kobryniu

Od 19 września 1939 pod okupacją niemiecką, od 22 września do czerwca 1941 pod okupacją sowiecką, następnie do lata 1944 ponownie pod niemiecką. W latach 1941–1942 miejscowa ludność żydowska została przez Niemców zamknięta w getcie, a następnie wymordowana. W latach 1945–1991 miasto należało do Białoruskiej SRR, od 1991 jest częścią Białorusi.
W 2008 w Kobryniu odnaleziono masowe groby żołnierzy polskich. W mieście, na terenie starego cmentarza katolickiego zlokalizowano zbiorową mogiłę, z której wydobyto szczątki 13 żołnierzy Wojska Polskiego poległych zapewne 18 września 1939 podczas obrony miasta. Wśród licznych elementów uzbrojenia i oporządzenia wojskowego w grobie znaleziono przedmioty pozwalające na identyfikację konkretnych żołnierzy. Na podstawie odnalezionych znaków tożsamości zidentyfikowano nazwiska trzech żołnierzy WP: strzelca Stanisława Matyki, podchorążego Ewarysta Zajkowskiego oraz strzelca Ludwika Lipy. W Podziemieniu k. Kobrynia odnaleziono i ekshumowano szczątki 42 zamordowanych Polaków, żołnierzy, policjantów i cywilów, którzy według wstępnych ustaleń wszyscy zginęli z rąk miejscowych band.
Uroczysty pogrzeb prochów odnalezionych polskich ofiar, wśród nich generała Stanisława Sołłohub-Dowoyno, odbył się 13 września 2008 na cmentarzu w Kobryniu przy asyście honorowej pocztów sztandarowych polskiego wojska i policji. Ceremonii przewodniczył ks. bp Tadeusz Płoski, ordynariusz polowy Wojska Polskiego.

## Zabytki
- Kościół katolicki pw. Zaśnięcia NMP, późno klasycystyczny zbudowany w 1843. Zamknięty w 1962, oddany wiernym w 1989[10].
- Monaster Przemienienia Pańskiego – klasztor prawosławny założono w 1497, początkowo budynki drewniane, murowane barokowe wybudowano na początku XVI w. Po unii brzeskiej w 1596 klasztor przejęli bazylianie. W 1626 odbył tu się synod biskupów unickich Rzeczypospolitej. Po skasowaniu unii w 1839 w klasztorze mieściło się prawosławna szkoła duchowna. Budynek został opuszczony po pożarze w II poł. XIX wieku. Po remoncie w okresie międzywojennym była tu siedziba sądu. Do 2010 znajdowała się w nim komenda policji, następnie został przekazany prawosławnej eparchii. Obecnie działa tu żeński monaster Spasski.
- Park im. Suworowa, założony w 1768 przez podskarbiego Antoniego Tyzenhauza, obecna nazwa nadana w czasach radzieckich.
- Dworek miejski zwany Domem Suworowa, klasycystyczny, zbudowany w 1794, zniszczony w czasie II wojny światowej. Odrestaurowany w latach 1948 i 1980. W dworku muzeum wojskowo-historyczne im. Aleksandra Suworowa, który w nim mieszkał w 1797 i 1800. W dworku tym w 1860 przebywał Romuald Traugutt.
- Cerkiew św. Mikołaja Cudotwórcy, drewniana przeniesiona do Kobrynia w 1841 i usytuowana w obecnym miejscu. Cerkiew zamknięto w latach 60. XX wieku i zamieniono w magazyn muzealny, oddano wiernym w 1986. Obok cerkwi dzwonnica.
- Sobór św. Aleksandra Newskiego, wzniesiony w latach 1864–1868 na mogile żołnierzy rosyjskich poległych w bitwie z wojskami Napoleona w 1812. Świątynia upamiętnia poległych i zniesienie pańszczyzny. Wzniesiona przez carat za pieniądze z konfiskaty majątków po powstaniu styczniowym.
- Synagoga z II połowy XIX wieku (obecnie w ruinie)
- Gmach przedwojennego Magistratu i Banku Spółdzielczego
- Gmach przedwojennego Gimnazjum Państwowego im. Marii Rodziewiczówny
- Dawna stacja pocztowa z 1846
- wielowyznaniowe cmentarze miejskie

## Sport
W czasach II RP w mieście swoją siedzibę miał WKS Kobryń.

## Ludzie związani z Kobryniem

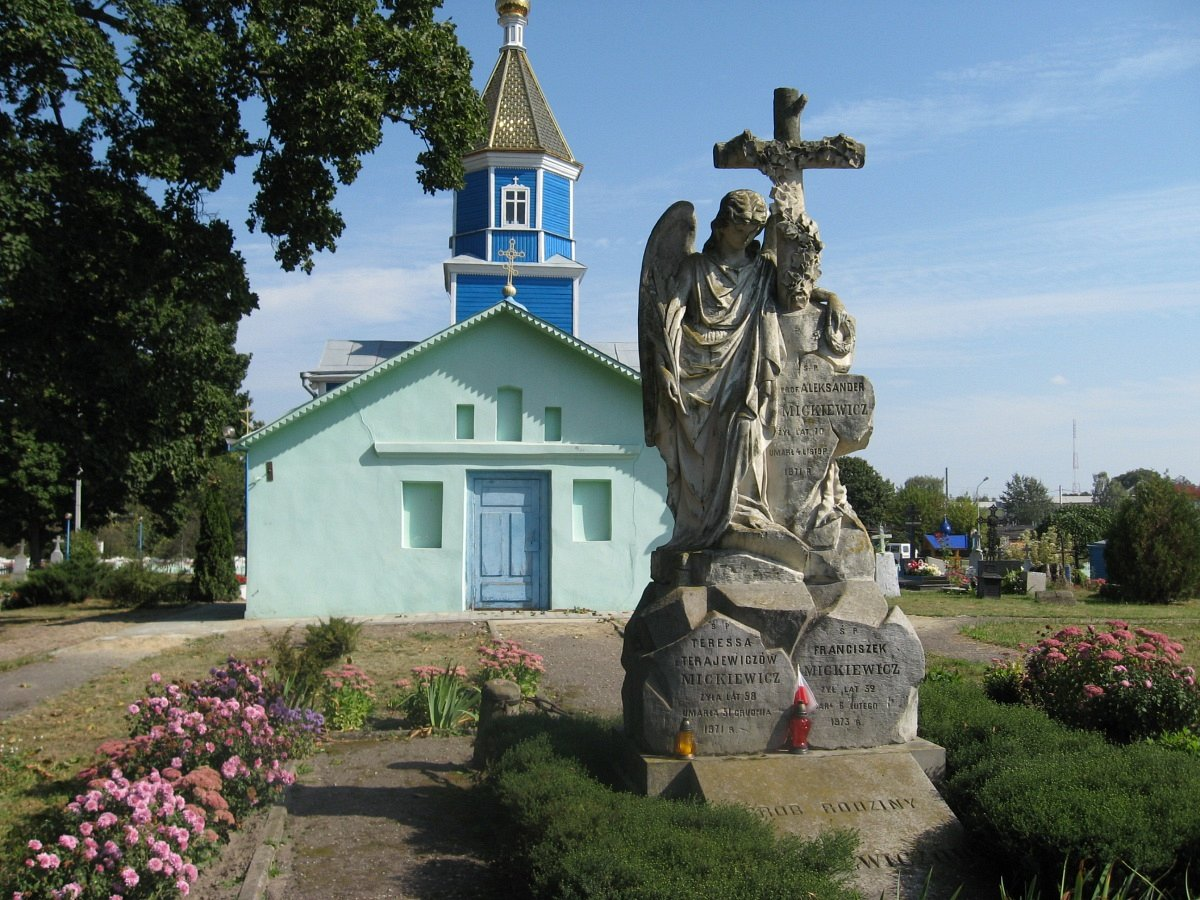
Grób rodziny Mickiewiczów, w tym Aleksandra, na miejscowym cmentarzu katolickim

- Stanisław Bukraba – burmistrz Kobrynia od 1920
- Franciszek Kleeberg – generał, dowódca SGO Polesie
- Jegor Kluka – rosyjski siatkarz pochodzenia białoruskiego
- Piotr Kreczeuski – białoruski polityk, nauczyciel i publicysta, jeden ze współzałożycieli Białoruskiej Republiki Ludowej
- Wiktar Kuczynski – białoruski polityk
- Mikołaj Kunicki – uczestnik walk i obrońca ludności polskiej przed UPA na Wołyniu i w Bieszczadach
- Aleksander Mickiewicz – polski wykładowca, brat Adama Mickiewicza. Pochowany na tutejszym cmentarzu katolickim
- Siemion Sidorczuk – rosyjski architekt
- Balbina Świtycz-Widacka – polska rzeźbiarka i poetka
- Witold Turkiewicz – urodzony tu w 1926 polski artysta-plastyk tworzący w szkle i ceramice
- Zygmunt Ziółkowski – burmistrz Kobrynia w latach 1937–1939

## Miasta partnerskie
- Wraca
- Glarus
- Uelzen
- Liwny
- Tichorieck
- Bielsk Podlaski
- Międzyrzec Podlaski